# Joseph Rivière (sculpteur)
 (septembre 2021).
Si vous disposez d'ouvrages ou d'articles de référence ou si vous connaissez des sites web de qualité traitant du thème abordé ici, merci de compléter l'article en donnant les références utiles à sa vérifiabilité et en les liant à la section « Notes et références ».
Pour les articles homonymes, voir Joseph Rivière et Rivière (homonymie).
Joseph Rivière, né le 5 avril 1912 à Tours et mort le 10 février 1961 à Paris 7e, est un sculpteur figuratif français.

## Biographie
Joseph Rivière est l'auteur des Monuments aux morts de Charmes et de Luxeuil. Une exposition lui a été consacrée à la galerie parisienne Martel-Greiner, (71, boulevard Raspail) en octobre 2006.
Il exposait régulièrement à Bordeaux, à la Société des Amis des Arts en 1932 et 1933, aux Indépendants bordelais en 1932, à l'Œuvre en 1936, puis au Salon de la Société artistique de Bordeaux à partir de 1941, puis au Salon d'Automne de Bordeaux en 1946 et 1947, au Salon des Artistes indépendants de Bordeaux à partir de 1947. Il exposa également à Paris au Salon Comparaisons.
Enseignant à l'Académie Julian, il a notamment eu pour élève le peintre Jean-Claude Fiaux.
Il est inhumé au cimetière Pierre-Grenier à Boulogne-Billancourt (division 1).